# جيمس إل. سنايدر
جيمس إل. سنايدر (بالإنجليزية: James L. Snyder)‏ هو كاتب أمريكي، ولد في 21 يوليو 1951 في الولايات المتحدة.

## وصلات خارجية
- الموقع الرسمي